# Vinciane Despret
Vinciane Despret (Anderlecht, 12 de novembro de 1959) é uma filósofa da ciência e psicóloga belga, professora associada da Universidade de Liège. Seus trabalhos são referência sobre relações multiespécies.

## Vida
Vinciane Despret nasceu em Bruxelas em 12 de novembro de 1959, em uma família de cinco filhos, incluindo quatro meninas. Ela é casada com Jean-Marie Lemaire, um psiquiatra que trabalha parcialmente na Itália, principalmente em Torino. Eles têm um filho, Jules-Vincent.
Graduou-se em filosofia e posteriormente, estudou psicologia, formando-se em 1991. Em 1997, defendeu a tese cujo título pode ser livremente traduzido por "Conhecimento das paixões e paixões do conhecimento". 

## Realizações
Seu trabalho se realiza na interface entre as áreas da Psicologia, Etologia e Filosofia da ciência, numa perspectiva que a leva a interessar-se pelas consequências políticas das nossas escolhas teóricas. No cerne de seu trabalho está a questão da relação entre observadores e observados durante a condução da pesquisa científica.
Despret afilia-se a pensadores críticos em filosofia e antropologia da ciência como Isabelle Stengers, Donna Haraway e Bruno Latour. Ela empreende uma compreensão crítica de como a ciência é fabricada, acompanhando os cientistas fazendo trabalho de campo e a maneira como eles criam ativamente links e relacionamentos específicos com seus objetos de estudo. Tornou-se conhecida por ter fornecido um relato reflexivo sobre etólogos, observando os tagarelas no deserto de Negev e a maneira como eles interpretariam os complexos movimentos de dança desses pássaros.

## Prêmios
Recebeu prêmios de prestígio, como o Grand Prix Moron, o prêmio de humanidades científicas e o prêmio do Fundo Internacional Wernaers para pesquisa e divulgação do conhecimento. Ela também foi curadora científica da exposição Bêtes et Hommes realizada no Grande Halle de la Villette em Paris em 2007-2008.  Foi agraciada com o título de intelectual do ano do Centro Georges Pompidou, em 2021.

## Escritos
Seleção de obras traduzidas para o português

#### livros
- Autobiografia de um polvo: e outras narrativas de antecipação. Bazar do Tempo, 2022. ISBN 978-6584515154
- O que diriam os animais? Ubu, 2021. ISBN 978-65-86497-61-8
- Um Brinde aos mortos: Histórias daqueles que ficam. n -1 edições, 2023. ISBN 978-6581097431

#### artigos
- Pesquisar junto aos mortos. Campos - Revista de Antropologia, v. 22, n. 1, p. 289-307, jun. 2021.[11]
- Ser animal, o mais polidamente possível. Pesquisas e Práticas Psicossociais, v. 6, n. 2, 246-256, 2011.
- Leitura etnopsicológica do segredo. Fractal: Revista de Psicologia, v. 23, n. 1, p. 05–28, abr. 2011.[12]
- As ciências da emoção estão impregnadas de política? Catherine Lutz e a questão do gênero das emoções. Fractal: Revista de Psicologia. v. 23, n. 1, p. 29–42, abr. 2011.[13]
- Os dispositivos experimentais. Fractal: Revista de Psicologia, v. 23, n. 1, p. 43–58, abr. 2011.[14]
- O que as ciências da etologia e da primatologia nos ensinam sobre as práticas científicas?. Fractal: Revista de Psicologia, v. 23, n. 1, p. 59–72, abr. 2011.[15]
- Acabando com o luto, pensando com os mortos. Fractal: Revista de Psicologia, v. 23, n. 1, p. 73–82, abr. 2011. [16]